# 確認偏誤

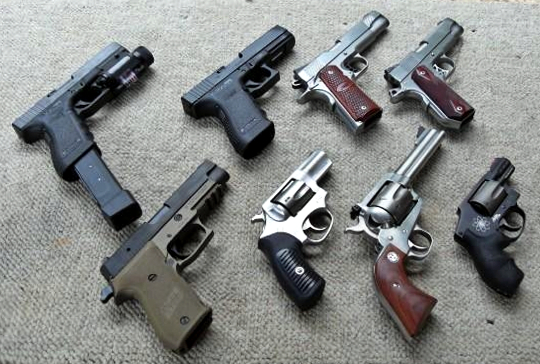
槍械擁有問題等觀點二極的議題可以看出人對新證據的偏見詮釋。

確認偏誤（或稱確認偏差、證實偏差、肯證偏誤、驗證偏誤、驗證性偏見、我方偏见）是個人選擇性地回憶、蒐集有利細節，忽略不利或矛盾的資訊，來支持自己已有的想法或假设的趋势，属於認知偏誤的其中一类以及归纳推理中的一个系统性错误。当人们选择性收集或回忆信息时，又或带有偏见地解读信息时，他们便展现了確認偏誤。
這種偏見尤其顯見於带有强烈情绪的問題和傳統觀念上。例如，人們面對情傷，大多難以割捨，會在反覆的情緒中來回擺盪掙扎，過程中不斷回顧並對自己給予合理的解釋與交代，直到身心得到平衡安頓為止。

## 不可挑戰的信仰
回顧與重新認知的過程會建構一個新的認知事實，面對挑戰時信仰反而再強化，它受到個人價值觀、家人或傳統社會的壓力、或宗教信仰等批判或趨避的影響，而傾向採取對自己較為有利的說法或選擇性的認知，以合理化整個事件，進而化解外部壓力並獲得身心上的平衡。例如說主張某宗教團體是邪教的人將該宗教經典中一些荒誕迷信的內容，及該團體一些信徒像是不顧配偶反對攜帶自家小孩參加宗教活動等偏激的行為，給當成該團體是邪教的證據，卻忽略宗教經典的內容或部分信徒偏激的個人行為，與一個團體是否是邪教未必相關；或者相信算命的人聽到命理師講的話之後，就採信命理師的話，並把自己過去發生的事情當中，和命理師講述的相似的部分，給當成算命準確的證據；又例如當談及槍枝管制問題時，人們常偏好支持自己原立場，觀點，也傾向將模稜兩可的事實做有利於自己的解釋。
偏見的搜索、理解和回憶，常被用來說明態度極化（即使爭論雙方都依附於相同的根據，爭執仍變得極端）、信念固著（在反證出現後依然堅信原有看法）、非理性首因效應（即強烈的「先入為主」效應）及錯覺相關（對二件偶然事件做無根據的連結的傾向）等現象。